# Strkov (Ctětín)
Strkov je malá vesnice a část obce Ctětín v okrese Chrudim. Nachází se asi jeden kilometr severovýchodně od Ctětína. Strkov leží v katastrálním území Ctětín o výměře 7,52 km².

## Historie
První písemná zmínka o vesnici pochází z roku 1487.